# دبران (فیلم)
دبران (انگلیسی: Aldebaran) فیلمی در ژانر درام به کارگردانی آلساندرو بلازتی است که در سال ۱۹۳۵ منتشر شد. از بازیگران آن می‌توان به جینو چروی، اوی مالتایاتی، جانپائولو روسمینو، لوئیجی پاوزه، اوگو چزری و آلساندرو بلازتی اشاره کرد.